# 四牌楼 (大同)

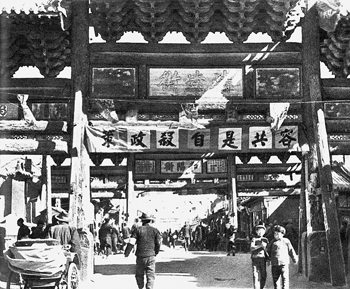
由西侧拍摄的四牌楼，上有“容共是自杀政策”的标语

四牌楼，位于山西省大同市旧城中心，由四个相连的牌坊组成的建筑。四牌楼建于明代洪武年间，当时大将军徐达受命修筑大同城，为壮军威、颂功德，在城中心修筑了这座建筑。
建筑为木构，四个牌坊分别面向东西南北四个方向。牌坊均有三个门，即正中的正门和两边的旁门。牌坊高三丈余，正门上有五朵斗拱，旁门上各有四朵斗拱，顶为悬山顶，覆瓦。每个牌坊都有四根通天柱，均为朱红色，顶上覆黄色琉璃。正门的枋额上有清代大同书法家王德馨书写的街名，“和阳街”、“清远街”、“武定街”、“永泰街”，均为黄底黑字，欧体。

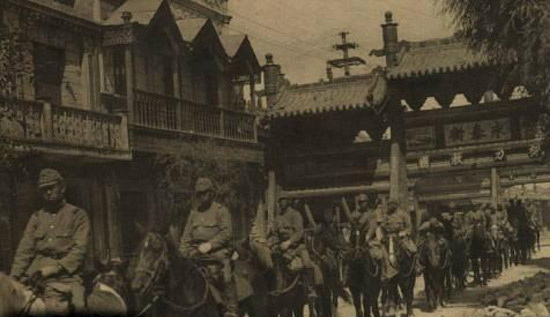
1937年9月13日，日军进入大同城的照片，系在四牌楼南（永泰街）拍摄

四牌楼于1952年-1954年，以妨碍交通的理由被拆除。2012年，媒体报道大同市政府有意复建四牌楼在内的多个大同地标建筑。  修复过程已于2012年9月时开工，修复方案中，复建的四牌楼宽19.2米，高14.43米，形制为“四座四柱三楼式悬山顶跨街牌楼”。复建工程预计于2012年底完工。

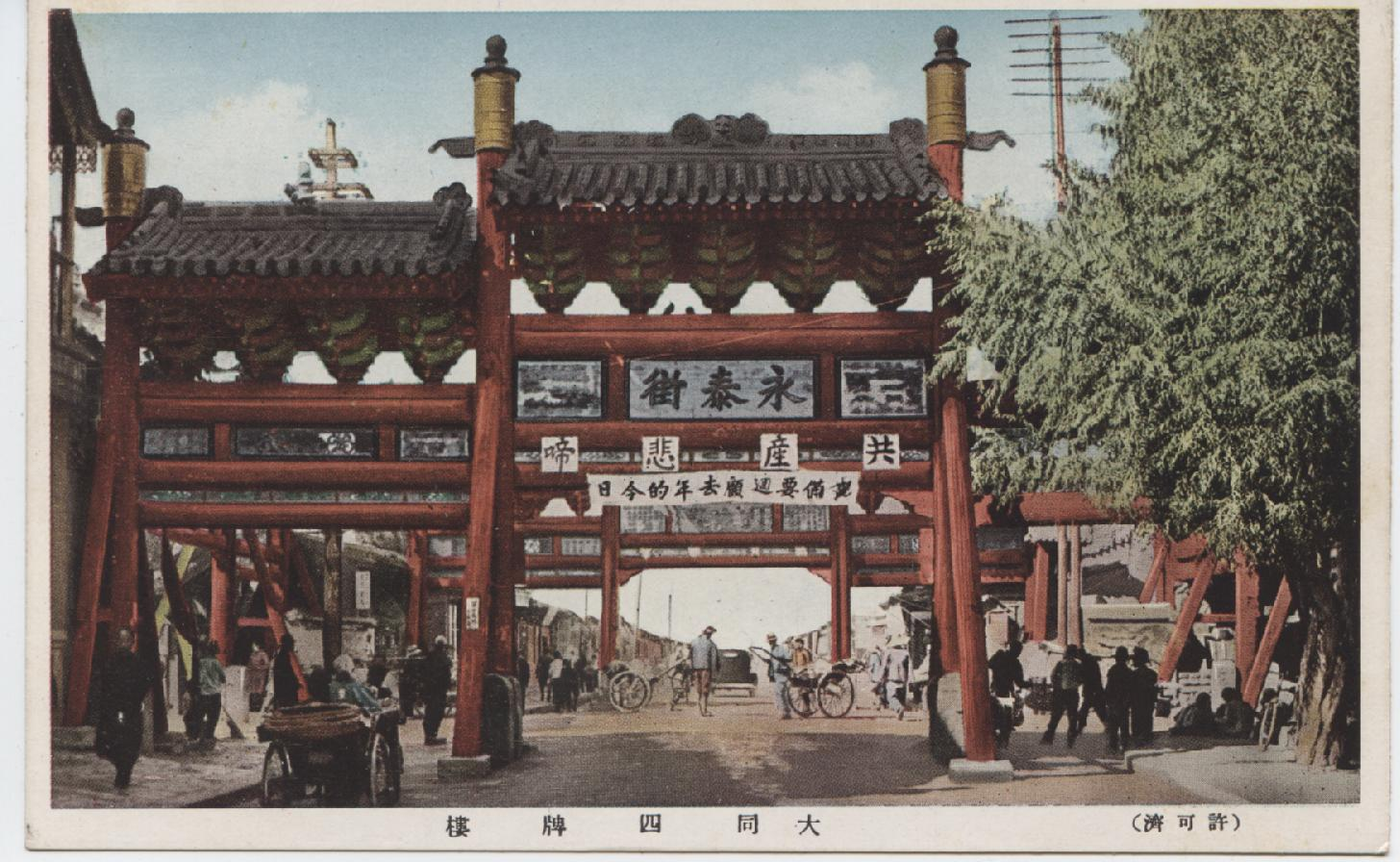
日占时期发行的明信片上的四牌楼